# Macro
Macro (укр. Макро) — четвертий студійний альбом українського метал-гурту Jinjer. Він вийшов 25 жовтня 2019 року на лейблі Napalm Records.

## Про альбом
23 серпня 2019 гурт анонсував вихід нового альбому, який отримав назву «Macro» та того ж дня вони випустили перший сингл «Judgement (& Punishment)» разом з музичним відеокліпом на нього. Зйомками керував український режисер Шах Таліфта. Коментуючи майбутній альбом учасники гурту написали:
|  | Перехід від малих речей до більших — це природний порядок речей, і ми проклали шлях від "Micro" до "Macro", несучи вагу почуттів, емоцій та досвіду. Це монументальний момент в історії Jinjer, квінтесенція того, що робить нас такими, якими ми є, і як люди, і як гурт. Ми пишаємось кожною ноткою, яку співали та грали на "Macro", і не можемо дочекатися, коли ви його послухаєте! |

Другий сингл з альбому, «On the Top», та кліп на нього вийшли 11 жовтня 2019 року.
На початку осені 2019 гурт вирушив у тур Північною Америкою на підтримку майбутнього альбому. Тур тривав з 7 вересня до 2 листопада.
Альбом вийшов у світ 25 жовтня 2019 року. Разом з альбомом був оприлюднений кліп на трек «The Prophecy», який фільмували у студії Bright Sound у Києві. Режисером відео також був Шах Таліфта. Також гурт анонсував тур «European Macro Tour» на підтримку альбому, який стартував 8 листопада у Києві та охоплював 15 країн Європи. У турі також взяли участь Space of Variations, Khroma та спеціальні гості The Agonist.
30 жовтня 2019 був опублікований відеокліп на пісню «Pit of Consciousness». Також, на цю композицію у березні 2020 команда випустила офіційне живе відео, яке створив Олег Руз з відеоматеріалів відзнятих під час концерту гурту у Києві у 2019 році.
У 2020 гурт опублікував ще три відео на треки з альбому: 27 лютого кліп на пісню «Retrospection», 13 травня 2020 відео на композицію «Noah» та 17 грудня музичне відео на пісню «Home Back». Режисером перших двох відеокліпів став Олег Руз, а «Home Back» Шах Таліфта. Публікуючи роботу на пісню «Retrospection» музиканти написали, що присвячують цю композицію своїм батькам:
|  | Ми дивимось на цю пісню як на гімн тим, хто нас виростив, хто пожертвував усім заради нашого щастя, незалежно від витрат, навіть попри нашу власну невдячність щодо них. Люди, які показали нам, що найчистіша любов, що коли-небудь існувала, — любов батька і матері до своїх дітей. Дякуємо. |

А композиція «Home Back» була натхненна рідним містом гурту та війною, яка тривала там з 2014 року.

## Список композицій
| Стандартне видання         | Стандартне видання         | Стандартне видання |
| #                          | Назва                      | Тривалість         |
| -------------------------- | -------------------------- | ------------------ |
| 1.                         | «On the Top»               | 5:28               |
| 2.                         | «Pit of Consciousness»     | 4:12               |
| 3.                         | «Judgement (& Punishment)» | 4:19               |
| 4.                         | «Retrospection»            | 4:24               |
| 5.                         | «Pausing Death»            | 4:45               |
| 6.                         | «Noah»                     | 4:14               |
| 7.                         | «Home Back»                | 4:20               |
| 8.                         | «The Prophecy»             | 4:01               |
| 9.                         | «Lainnerep»                | 5:28               |
| Загальна тривалість: 42:12 |                            |                    |

## Відгуки
Альбом отримав загалом позитивні відгуки.
У рецензії на сайті «NEFORMAT» автор вказує, що у альбомі є хороші треки, але загалом робота майже у всьому поступається попередньому повноформатному альбому, хоча з технічної та візуальної точки зору гурт далі продовжує прогресувати.
«Metal Injection» написали, що альбом має так багато рівнів та шарів, що знадобиться певний час, щоб усвідомити це. Також таку багато рівневість оглядач з сайту вважає ознакою виняткового мистецтва.
Ендрю Мейсі з сайту «The Rockpit» відмітив голос вокалістки Тетяни Шмайлюк, який, на його думку, може здивувати навіть бувалих слухачів жанру та сказав, що альбом є чудовим продовженням їх минулого мініальбому «Micro».
Макс Морін з журналу «Exclaim!» у огляді на їхньому сайті написав, що хоча у звучанні відчувається вплив таких гуртів як Meshuggah та Gojira, та все ж гурт має своє звучання, яке іноді перетворюється у дивний джаз, а іноді у технічний дез-метал.

## Нагороди та номінації
| Рік  | Премія                       | Номінація            | Результат | Примітка                       | Дж.    |
| ---- | ---------------------------- | -------------------- | --------- | ------------------------------ | ------ |
| 2020 | The Best Ukrainian Metal Act | Найкраще метал відео | Номінація | «Noah» (реж. Олег Руз)         | [ 26 ] |
| 2021 | The Best Ukrainian Metal Act | Найкраще метал відео | Номінація | «Home Back» (реж. Шах Таліфта) | [ 27 ] |

## Учасники запису
У записі альбому взяли участь:

### Jinjer
- Тетяна Шмайлюк — спів;
- Роман Ібрамхалілов — гітара;
- Євген Абдюханов — бас-гітара;
- Влад Уласевич — ударні.

### Інші учасники
- Макс Мортон — продюсування, запис, зведення[en], мастеринг;
- Рубен Бхаттачар'я — обкладинка, художнє оформлення.